# Fyren (2000)
Fyren är en dansk-svensk dokumentärfilm från 2000 i regi av Kristian Petri, Jan Röed och Magnus Enquist. Filmen nominerades till en Guldbagge 2001 i kategorin "bästa dokumentärfilm". Den premiärvisades 25 februari 2000 på biograf Grand i Stockholm och gavs ut på DVD 2008. Krister Henriksson är filmens berättarröst.